# 蔣尊禕
蔣 尊禕（しょう そんい、生没年不詳）は、清末民初の官僚。字は彬侯、賓侯、彬信。清末から出仕していた官僚で、北京政府では交通部電信部門の要職を歴任した。後に中華民国臨時政府に加わったが、目立った活動は無かった。

## 事績

### 清朝・北京政府での活動
光緒甲辰科（旧暦：光緒30年）の進士。清朝では郵伝部で各職を歴任し、主に電信部門を担当した。また、1911年（宣統3年）には北京と南京でラジオ局を設立している。
中華民国成立後は北京政府に入り、清朝同様に電信部門を担当するため交通部で任用を受けた。1914年（民国3年）に交通部司長となり、1916年（民国5年）8月14日には得意分野の電政司で司長に任命された。以後、北京政府が存続していた時期（1928年（民国17年）まで）において、祝書元と交替しながら交通部電政司司長（最末期は電政督弁）の地位にあり続けている。その他にも、電気技術委員会会長や交通大学幇同籌弁事宜、魯案（山東問題）善後交通委員会理事、電政会計委員会会長などを兼ねた。

### 親日政権での境遇
王克敏らが中華民国臨時政府を北京で樹立すると、蔣尊禕もこれに参加し、1938年（民国27年）1月1日、振済部（部長：王揖唐）振済局局長に任命された。同年10月22日、振済部が廃止されると、内政部参事兼振務委員会委員に移った。これらの地位は、北京政府での蔣の経歴を考えれば、冷遇と言っても差支えないものであった。
1940年（民国29年）3月30日に臨時政府が南京国民政府（汪兆銘政権）に合流して華北政務委員会に改組されると、蔣尊禕は内務総署参事に重任された模様である。1942年（民国31年）5月8日に華北政務委員会審査資歴委員会委員を兼任しているが、政治的地位の低調ぶりは臨時政府時代と同様であった。それ以外では、華北合作事業総会理事や北京古学院哲理研究会会員などをつとめている。
1942年10月時点での存命は確認できるが、それ以降の動向や行方は不詳である。